# Продуктов портфейл
Продуктовият портфейл е понятие от областта на маркетинга и финансите. Така както даден инвеститор или финансов съветник се стреми да комбинира един силен пакет от ценни книжа или инвестиции, така маркетинговият мениджър може да разглежда продуктовия микс като комбинация от продуктови единици, които следва да бъдат „балансирани“ в портфейл.
Концепцията за продуктовия портфейл е в основата на мениджмънта на продуктовия микс, който представлява съвкупност от продукти или вариантите от продукти, които организацията пласира. Продуктовият микс не е статичен. Той се изменя непрекъснато под влияние на динамичната вътрешна и външна среда. Еволюцията в технологиите, конкуренцията, пазарната среда, от една страна, както и ресурсното състояние (материално, финансово, кадрово), от друга страна, влияят върху състоянието и структурата на продуктовия микс. Това налага маркетинговите мениджъри да поддържат актуален продуктов микс.
Мениджмънтът на продуктовия микс позволява на организацията:
- да поддържа обема на продажбите и пазарните позиции на съществуващите продукти, които допринасят за решаване на целите на организацията;
- да модифицира и адаптира съществуващите продукти за постигане на конкурентни предимства по отношение на технологиите, промените в пазарните условия и задоволяване на потребителските нужди;
- да „изведе“ от пазара онези свои продукти, които са в последна фаза на своя жизнен цикъл и по-нататъшното им обслужване е безперспективно;
- да формира набор от нови продукти, чрез които да повишава нивото на продажбите и печалбата и да формира бъдещи пазари на организацията.

Идеята за концепцията за продуктовия портфейл е следната: паричният поток на организацията е по надежден, ако е основан на балансираната комбинация на продуктовия микс, а не изолирано по отделни продуктови единици. Следователно концепцията за продуктовия портфейл фокусира вниманието върху взаимовръзките между различните продукти (части) в продуктовия микс.